# Best Friends (1982)
Best Friends is een Amerikaanse filmkomedie uit 1982 onder regie van Norman Jewison.

## Verhaal
Richard Babson en Paula McCullen zijn een stel, dat de kost verdient met het schrijven van scenario's. Wanneer ze als huwelijksreis op bezoek gaan bij elkaars ouders blijkt al spoedig dat ze beter geschikt zijn als minnaars dan als echtpaar.

## Rolverdeling
| Acteur              | Personage        |
| ------------------- | ---------------- |
| Burt Reynolds       | Richard Babson   |
| Goldie Hawn         | Paula McCullen   |
| Jessica Tandy       | Eleanor McCullen |
| Barnard Hughes      | Tim McCullen     |
| Audra Lindley       | Ann Babson       |
| Keenan Wynn         | Tom Babson       |
| Ron Silver          | Larry Weisman    |
| Carol Locatell      | Nellie Ballou    |
| Richard Libertini   | Jorge Medina     |
| Peggy Walton-Walker | Carol Brandon    |
| Noah Hathaway       | Lyle Ballou      |
| Mikey Martin        | Robbie Ballou    |
| Helen Page Camp     | Meid             |
| Joan Pringle        | Doria            |
| Vincent J. Isaac    | Taxichauffeur    |